# Hôtel des Loups
L'Hôtel des Loups, ou Hôtel Curel, est un hôtel particulier situé rue des Loups à Nancy. C'est une construction du XVIIe siècle, de style classique, construite par Germain Boffrand.

## Histoire
Cet hôtel particulier fut construit pour Nicolas-François Hennequin, comte de Curel, Maître des chasses du duc Léopold Ier de Lorraine. L'hôtel, en forme de « U », présente un grand portail encadré de loups, qui lui donnent son nom usuel. On note également un sanglier sur le fronton du porche, qui rappelle lui aussi la fonction de Monsieur de Curel.

## Classement

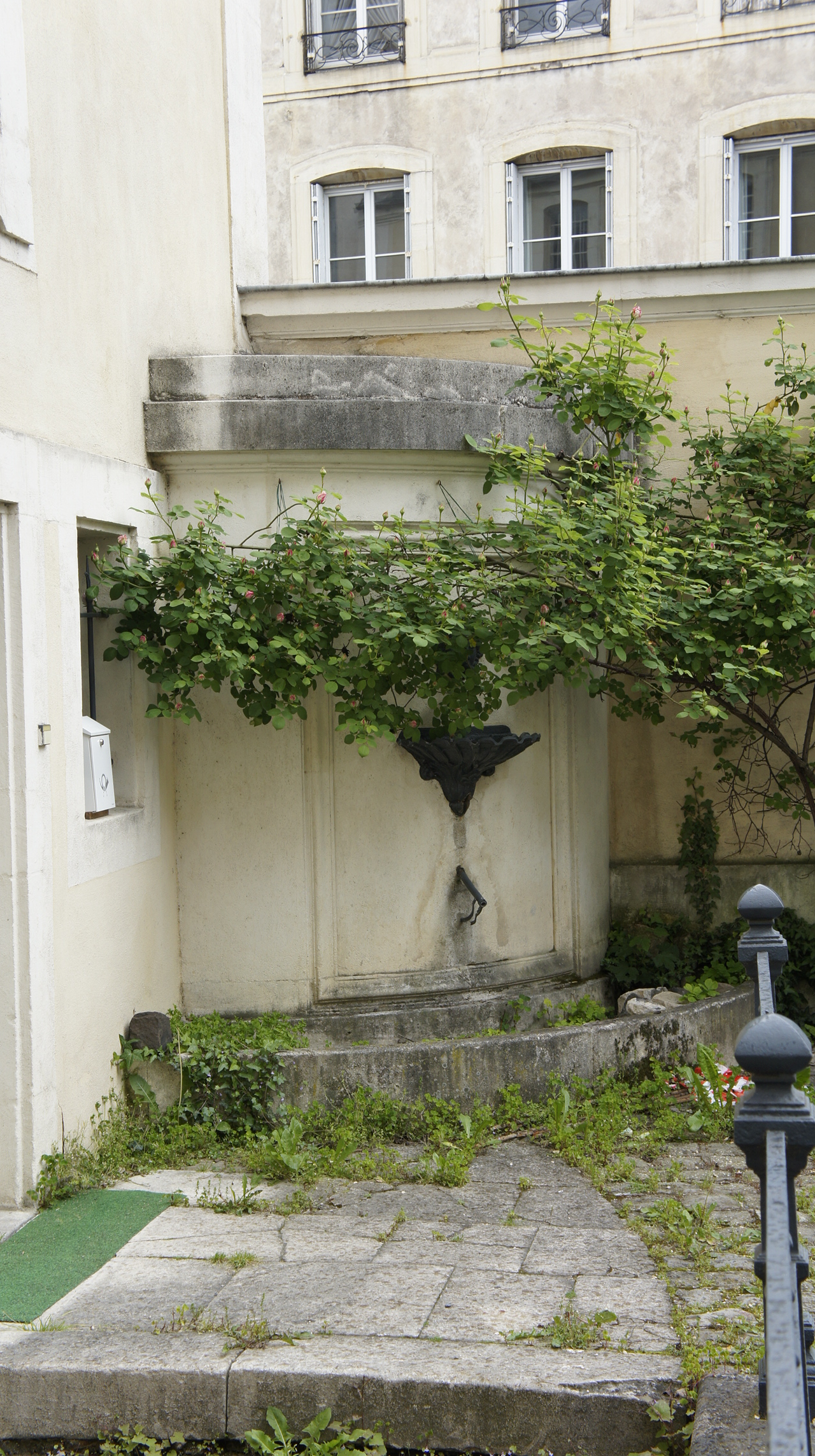
Fontaine classée de la cour.

L'hôtel des Loups a été inscrit monument historique en 1946, puis classé en 1990.